# Jakob Büchler

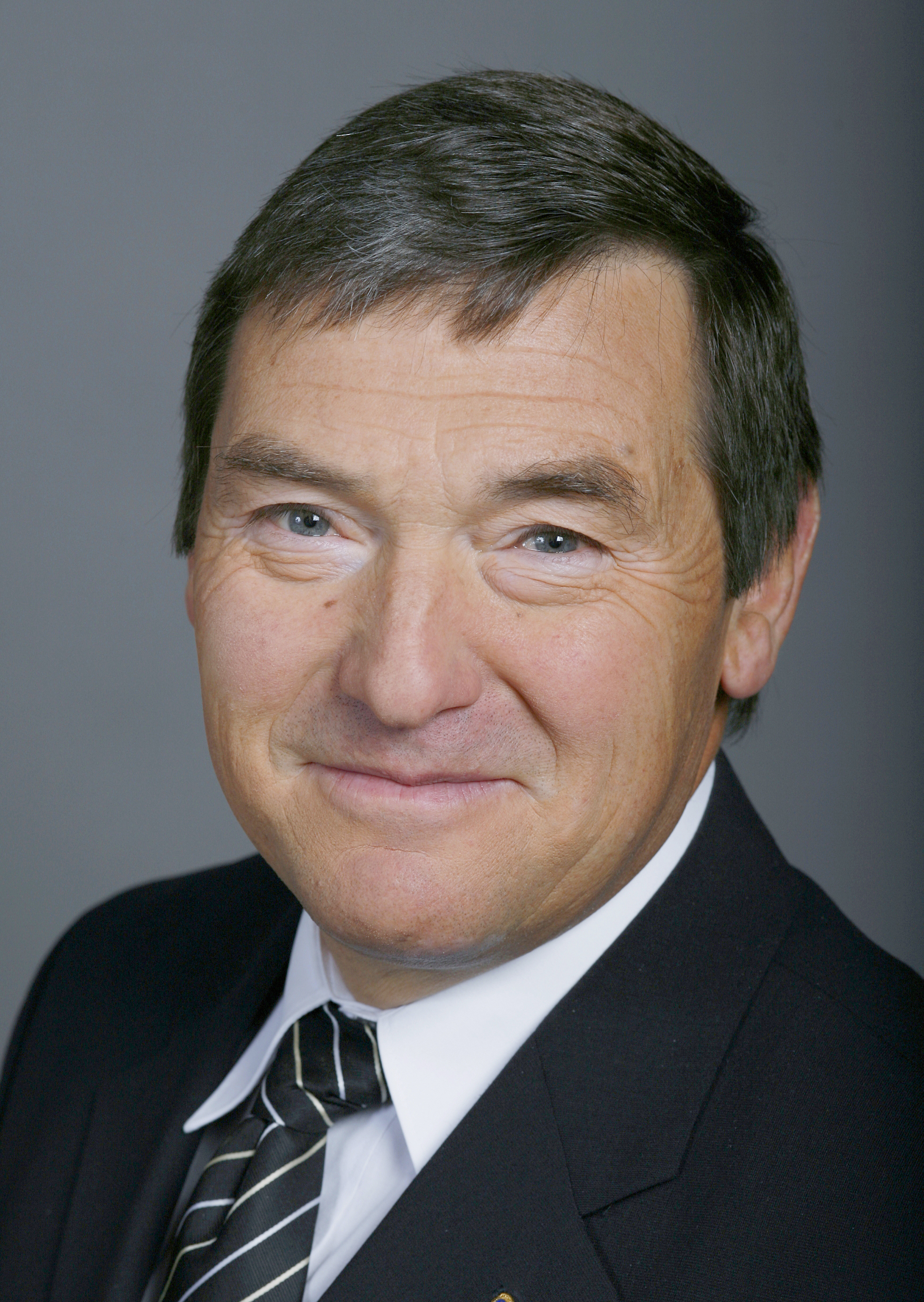
Jakob Büchler

Jakob Büchler (* 29. Mai 1952 in Schänis, Kanton St. Gallen; heimatberechtigt in Appenzell) ist ein Schweizer Politiker (CVP). Er war von 2003 bis 2018 Nationalrat.

## Leben
Büchler war von 1988 bis 2003 Kantonsrat in St. Gallen und zwischen 2001 und 2002 Kantonspräsident. Bei den Wahlen vom 19. Oktober 2003 wurde er für den Kanton St. Gallen in den Nationalrat gewählt. Im Nationalrat hat er Einsitz in der Sicherheitspolitischen Kommission (SiK) und in der Geschäftsprüfungskommissionen (GPK). Ausserdem ist er Delegierter bei der parlamentarischen Versammlung des nordatlantischen Verteidigungsbündnisses NATO V und Stimmzähler im Büro des Nationalrates sowie Mitglied der 2013 auf Initiative der Getränkehersteller gegründeten Lobbygruppe für Süssgetränke IG Erfrischungsgetränke.
Er trat 2018 aus dem Nationalrat zurück; seinen Sitz übernahm Nicolò Paganini.
Der eidg. dipl. Meisterlandwirt ist Vater von fünf Kindern und ist Landwirt von Beruf. Büchler ist momentan wohnhaft in Rufi. Er verfügt über den militärischen Grad eines Gefreiten.